# Queer Spawn
Queer Spawn és una pel·lícula documental espanyola del 2006, dirigida per Anna Boluda en anglès, sobre la criança dels fills entre parelles del mateix sexe als Estats Units.

## Argument
La pel·lícula mostra dues parelles: uns gais de Nova York que crien un fill i unes lesbianes de Texas que crien una filla adolescent. Els espectadors observen la criança dels nens en famílies basades en la relació entre persones del mateix sexe, tenen l'oportunitat d'escoltar les declaracions dels nens. Com a resultat, els problemes de criança no difereixen significativament en famílies heterosexuals i homosexuals.

## Recepció
La pel·lícula va ser premiada pel jurat del Festival de Cinema LGBT de Varsòvia "Pryzmat" 2007 com a millor documental. També va rebre el premi del públic al millor documental al Festival Internacional de Cinema Gai i Lèsbic de Barcelona.